# Lycaena meadi
Lycaena meadi är en fjärilsart som beskrevs av William D. Field 1936. Lycaena meadi ingår i släktet Lycaena och familjen juvelvingar. Inga underarter finns listade i Catalogue of Life.